# 워런 스터지스 매컬러
워런 스터지스 매컬러(Warren Sturgis McCulloch, 1898년 11월 16일 ~ 1969년 9월 24일)는 미국의 신경심리학자이자 사이버네틱스 전문가로 특정 뇌 이론의 기초와 사이버네틱스 운동에 기여한 것으로 알려져있다. 월터 피츠(Walter Pitts)와 함께 매컬러는 임계 논리(threshold logic)라고 불리는 수학 알고리즘에 기초한 연산 모델을 만들었는데, 이 알고리즘은 뇌의 생물학적 과정에 초점을 맞춘 접근 방식과 인공지능에 신경망을 적용하는 데 초점을 맞춘 접근 방식으로 나뉜다.